# Takeda Shohei
Shohei Takeda (武田 将平 Takeda Shohei, sinh ngày 4 tháng 4 năm 1994 ở Kanagawa) là một cầu thủ bóng đá người Nhật Bản thi đấu ở vị trí tiền vệ cho Fagiano Okayama ở J2 League.

## Sự nghiệp câu lạc bộ
Takeda có màn ra mắt với bàn thắng ở phút thứ 51 trước Oita Trinita trong trận hòa 1–1 ngày 28 tháng 5 năm 2017.

## Thống kê câu lạc bộ
Cập nhật đến ngày 23 tháng 2 năm 2017.
| Thành tích câu lạc bộ | Thành tích câu lạc bộ | Thành tích câu lạc bộ | Giải vô địch | Giải vô địch | Cúp                   | Cúp                   | Tổng cộng | Tổng cộng |
| Mùa giải              | Câu lạc bộ            | Giải vô địch          | Số trận      | Bàn thắng    | Số trận               | Bàn thắng             | Số trận   | Bàn thắng |
| Nhật Bản              | Nhật Bản              | Nhật Bản              | Giải vô địch | Giải vô địch | Cúp Hoàng đế Nhật Bản | Cúp Hoàng đế Nhật Bản | Tổng cộng | Tổng cộng |
| --------------------- | --------------------- | --------------------- | ------------ | ------------ | --------------------- | --------------------- | --------- | --------- |
| 2017                  | Fagiano Okayama       | J2 League             | 0            | 0            | 0                     | 0                     | 0         | 0         |
| Tổng                  | Tổng                  | Tổng                  | 0            | 0            | 0                     | 0                     | 0         | 0         |